# Шерен, Тургай
Тургай Сабит Шерен (тур. Turgay Sabit Şeren; 15 мая 1932, Анкара — 6 июля 2016) — турецкий футболист, игравший на позиции вратаря в команде «Галатасарай».

## Карьера

### Клубная
Шерен провёл всю свою карьеру за «Галатасарай», сыграв там 631 игру и став рекордсменом клуба по сыгранным матчам. С командой он дважды стал чемпионом страны и четыре раза выиграл Кубок Турции. Карьеру завершил в 1967 году прощальным матчем, в котором участвовал Лев Яшин.

### В сборной
В сборной он сыграл 46 официальных матчей (в том числе два матча на чемпионате мира 1954 года). Шерен прославился благодаря матчу 1951 года против Германии, в котором Турция сенсационно одержала победу 2:1. В том матче Шерен совершил множество невероятных сэйвов, за что удостоился прозвища «Берлинская пантера».

### Тренерская
После карьеры игрока он работал с рядом клубов (в том числе был и тренером «Галатасарая»), а затем стал спортивным журналистом и телекомментатором.

## Достижения
- Чемпион Турции (2): 1961/62, 1962/63
- Обладатель Кубка Турции (4): 1962/63, 1963/64, 1964/65, 1965/66
- Обладатель Суперкубка Турции (1): 1966
- Чемпион Стамбула: 1948/1949, 1954/1955, 1955/1956, 1957/1958
- Победитель Кубка спортивных журналистов Турции: 1963, 1966